# Morgan Hill
Morgan Hill (en anglais [ˈmɔrɡɨn ˈhɪl])  est une municipalité située dans le sud du comté de Santa Clara, en Californie, aux États-Unis. La ville est fondée le 10 novembre 1906 en l'honneur de Hiram Morgan Hill, un San Franciscain qui construit une maison de retraite en 1884. Originellement, la ville est composée de fermiers, de cultivateurs et de maraîchers pour finalement devenir une cité dortoir de la Silicon Valley.
La ville est peuplée de 33 446 habitants.

## Démographie
| 1910 | 1920 | 1930 | 1940  | 1950  | 1960  |
| ---- | ---- | ---- | ----- | ----- | ----- |
| 607  | 646  | 908  | 1 014 | 1 627 | 3 151 |

| 1970  | 1980   | 1990   | 2000   | 2010   | - |
| ----- | ------ | ------ | ------ | ------ | - |
| 5 579 | 17 060 | 23 928 | 33 556 | 37 882 | - |

## Jumelages
Headford (Irlande)
 Mizuho (Japon)
 San Casciano in Val di Pesa (Italie)
 Seferihisar (Turquie)
 Ameca (Mexique)